# Nothobaccaurea stylaris
Nothobaccaurea stylaris là một loài thực vật có hoa trong họ Diệp hạ châu. Loài này được (Müll.Arg.) Haegens mô tả khoa học đầu tiên năm 2000.